# Jabłoń purpurowa
Jabłoń purpurowa (Malus × purpurea Rehder) – gatunek rośliny z rodziny różowatych, mieszaniec M. × atrosanguinea (Spath) C.K.Schneider i M. sieversii (Ledeb.) M. Roem. 'Niedzvetskyana'. Jest uprawiany jako roślina ozdobna.

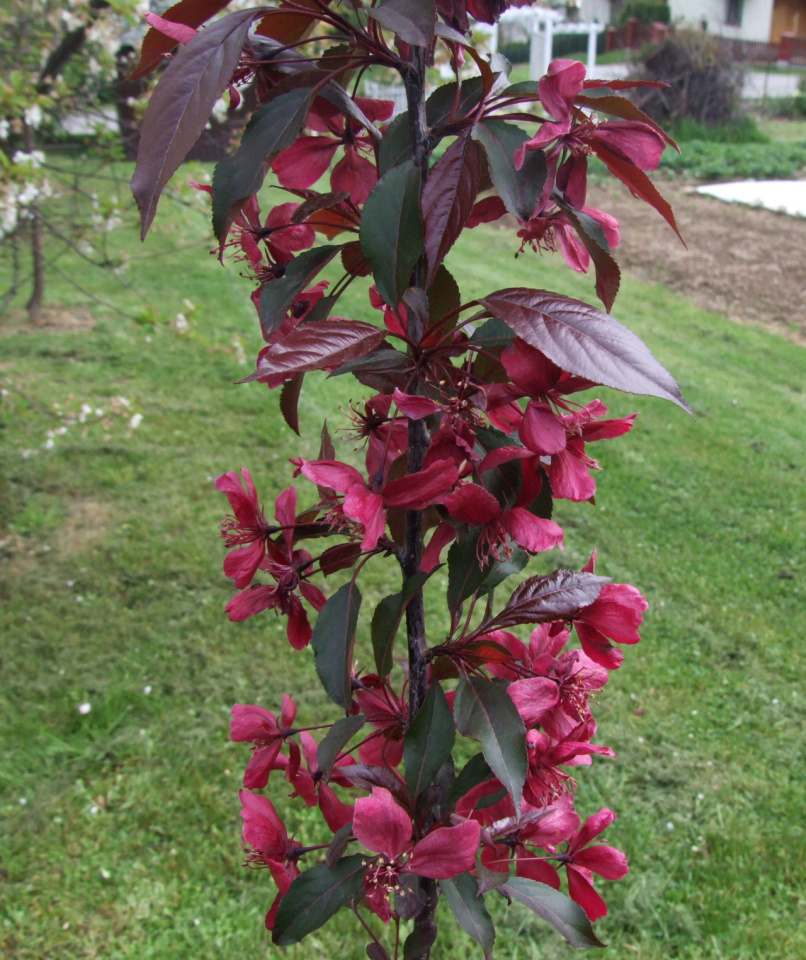
Odmiana 'Royalty'

## Morfologia
PokrójNieduże drzewo lub silnie rozgałęziony krzew o dość cienkich gałązkach. Osiąga do 5 m wysokości i ma koronę o podobnej średnicy. Wielkość drzewa jednak ściśle zależy od rodzaju podkładki, na której zostało zaszczepione.
LiścieEliptyczne, wydłużone, o blaszce prawie dwukrotnie dłuższej od ogonka liściowego. U różnych odmian mogą być zielone lub czerwone.
KwiatyPromieniste, 5-krotne, o odwrotnie jajowatych płatkach z paznokciem. Słupek o zrośniętych szyjkach. W odróżnieniu od większości gatunków jabłoni mają kwiaty w kolorze od różowego do ciemnopurpurowego. Mają średnicę do 3,5 cm.
OwoceTypu owoc zbiorowy. Są nieduże i niesmaczne, nie posiadają wartości konsumpcyjnej.

## Zastosowanie
Roślina ozdobna uprawiana w parkach i ogródkach przydomowych. Jej walorami ozdobnymi są kwiaty o różnych (w zależności od odmiany), odcieniach czerwonego koloru i bardzo intensywne kwitnienie. Kwitnie w maju. Ozdobne są również purpurowoczerwone owoce długo utrzymujące się na drzewie. Niektóre odmiany mają ponadto przez cały rok czerwono wybarwione liście, co daje możliwość tworzenia zestawień kolorystycznych. Ładnie prezentuje się na tle strzyżonej trawy, albo posadzona wśród roślin okrywowych lub niskich krzewów.

## Uprawa
Wymaga słonecznego stanowiska. Jest mrozoodporna i tolerancyjna na suszę. Należy jej wybrać dobrze eksponowane stanowisko. Najczęściej atakowana jest przez parcha jabłoni, mączniaka prawdziwego oraz przez mszyce. Choroby te i szkodniki zwalcza się przez opryskiwanie środkami chemicznymi. Szczególnie ważne jest zwalczanie parcha, na którego jabłoń purpurowa jest bardzo wrażliwa.

## Zmienność
Odmiany uprawne
- 'Eleyi' – bardzo obficie i późno (po połowie maja) kwitnąca, o ciemnopurpurowych kwiatach i owocach
- 'Royalty' – ma czerwono wybarwione liście i ciemnopurpurowe kwiaty
- 'Lemonei' – jedna z najobficiej kwitnących jabłoni, o ciemnoróżowych kwiatach
- 'Aldenhamensis' – półpełne, purpurowe kwiaty
- 'Jadwiga' – polska odmiana o ciemnych kwiatach i jadalnych owocach